# Včela sabašská
Včela sabašská Apis nuluensis Tingek, Koeniger & Koeniger, 1996, je asijský druh včely někdy pokládaný za pouhý poddruh včely východní.

## Odlišnosti druhu
Jako samostatný druh byla včela sabašská popsána teprve nedávno. Morfologicky je téměř shodná se včelou východní indickou Apis cerana indica. Rozdíly lze odhalit pouze podrobným morfometrickým měřením. Mezi oběma druhy lze pozorovat rozdíly také v chování při páření. Trubci včely sabašské navštěvují shromaždiště v dopoledních hodinách, kdežto trubci včely východní indické až odpoledne. Také výzkum mitochondriální DNA ukazuje na možnou druhovou rozdílnost. V odborné veřejnosti je však stále přítomen i názor, že včela sabašská je pouhým poddruhem včely východní tedy včela východní sabašská.

## Rozšíření
Druh se vyskytuje na Borneu (Kalimantanu) v severní hornaté části Sabahu v nadmořské výšce nad 1700 m.